# Canton de Naves
Le canton de Naves est une circonscription électorale française du département de la Corrèze créée par le décret du 24 février 2014 et entrée en vigueur lors des élections départementales de 2015.

## Histoire
Un nouveau découpage territorial de la Corrèze entre en vigueur en mars 2015, défini par le décret du 24 février 2014, en application des lois du 17 mai 2013 (loi organique 2013-402 et loi 2013-403). Les conseillers départementaux sont, à compter de ces élections, élus au scrutin majoritaire binominal mixte. Les électeurs de chaque canton élisent au Conseil départemental, nouvelle appellation du Conseil général, deux membres de sexe différent, qui se présentent en binôme de candidats. Les conseillers départementaux sont élus pour 6 ans au scrutin binominal majoritaire à deux tours, l'accès au second tour nécessitant 12,5 % des inscrits au 1er tour. En outre la totalité des conseillers départementaux est renouvelée. Ce nouveau mode de scrutin nécessite un redécoupage des cantons dont le nombre est divisé par deux avec arrondi à l'unité impaire supérieure si ce nombre n'est pas entier impair, assorti de conditions de seuils minimaux. Dans la Corrèze, le nombre de cantons passe ainsi de 37 à 19. Le nouveau canton de Naves est formé de communes des anciens cantons de Corrèze, de Tulle-Campagne-Nord et de Tulle-Campagne-Sud.

## Représentation
| Période élective | Période élective | Mandat | Mandat   | Identité                                          | Nuance | Nuance | Qualité |
| ---------------- | ---------------- | ------ | -------- | ------------------------------------------------- | ------ | ------ | --- |
| 2015             | 2021             | 2015   | 2021     | Émilie Boucheteil                                 |        | DVG    | Chargée de mission Conseillère municipale de Tulle (2014-2020)                                                     |
| 2015             | 2021             | 2015   | 2020     | Jean-Claude Peyramard (Décédé le 13 octobre 2020) |        | PS     | Ancien cadre Maire de Saint-Hilaire-Peyroux (1993-2020) Ancien conseiller général du Canton de Tulle-Campagne-Nord |
| 2015             | 2021             | 2020   | 2021     | Jean-François Labbat (Remplaçant)                 |        | DVG    | Sapeur-pompier professionnel Maire de Corrèze                                                                      |
| 2021             | 2028             | 2021   | en cours | Émilie Boucheteil                                 |        | DVG    | Maire de Chameyrat depuis 2020                                                                                     |
| 2021             | 2028             | 2021   | en cours | Jean-François Labbat                              |        | DVG    | Maire de Corrèze                                                                                                   |

### Résultats détaillés

#### Élections de mars 2015
À l'issue du 1er tour des élections départementales de 2015, deux binômes sont en ballottage : Magali Dubois et Christophe Jerretie (UMP, 42,76 %) et Émilie Boucheteil et Jean-Claude Peyramard (PS, 41,13 %). Le taux de participation est de 65,15 % (6 054 votants sur 9 292 inscrits) contre 59,60 % au niveau départemental et 50,17 % au niveau national.
Au second tour, Émilie Boucheteil et Jean-Claude Peyramard (PS) sont élus avec 53,39 % des suffrages exprimés et un taux de participation de 68,67 % (3 067 voix pour 6 378 votants et 9 288 inscrits).

#### Élections de juin 2021
Le premier tour des élections départementales de 2021 est marqué par un très faible taux de participation (33,26 % au niveau national). Dans le canton de Naves, ce taux de participation est de 47,85 % (4 418 votants sur 9 233 inscrits) contre 42,13 % au niveau départemental. À l'issue de ce premier tour, le binôme constitué de Émilie Boucheteil et Jean-François Labbat (DVG, 59,07 %), est élu avec 59,07 % des suffrages exprimés.
Le second tour des élections est marqué une nouvelle fois par une abstention massive équivalente au premier tour. Les taux de participation sont de 34,3 % au niveau national, 43,69 % dans le département et 47,85 % dans le canton de Naves. Émilie Boucheteil et Jean-François Labbat (DVG) sont élus avec 59,07 % des suffrages exprimés (2 446 voix pour 4 418 votants et 9 233 inscrits),,.

## Composition
Le nouveau canton de Naves comprend treize communes entières.
| Nom                           | Code Insee | Intercommunalité                        | Superficie (km2) | Population (dernière pop. légale) | Densité (hab./km2) | Modifier                                    |
| ----------------------------- | ---------- | --------------------------------------- | ---------------- | --------------------------------- | ------------------ | ------------------------------------------- |
| Naves (bureau centralisateur) | 19146      | CA Tulle Agglo                          | 35,93            | 2 318 (2022)                      | 65                 | modifier les données · modifier les données |
| Les Angles-sur-Corrèze        | 19009      | CA Tulle Agglo                          | 4,73             | 126 (2022)                        | 27                 | modifier les données · modifier les données |
| Bar                           | 19016      | CA Tulle Agglo                          | 20,82            | 307 (2022)                        | 15                 | modifier les données · modifier les données |
| Chameyrat                     | 19038      | CA Tulle Agglo                          | 18,95            | 1 492 (2022)                      | 79                 | modifier les données · modifier les données |
| Corrèze                       | 19062      | CA Tulle Agglo                          | 34,16            | 1 173 (2022)                      | 34                 | modifier les données · modifier les données |
| Favars                        | 19082      | CA Tulle Agglo                          | 11,88            | 1 121 (2022)                      | 94                 | modifier les données · modifier les données |
| Gimel-les-Cascades            | 19085      | CA Tulle Agglo                          | 20,86            | 765 (2022)                        | 37                 | modifier les données · modifier les données |
| Meyrignac-l'Église            | 19137      | CC de Ventadour - Égletons - Monédières | 10,22            | 63 (2022)                         | 6,2                | modifier les données · modifier les données |
| Orliac-de-Bar                 | 19155      | CA Tulle Agglo                          | 14,97            | 256 (2022)                        | 17                 | modifier les données · modifier les données |
| Saint-Augustin                | 19181      | CA Tulle Agglo                          | 29,31            | 417 (2022)                        | 14                 | modifier les données · modifier les données |
| Saint-Germain-les-Vergnes     | 19207      | CA Tulle Agglo                          | 19,15            | 1 149 (2022)                      | 60                 | modifier les données · modifier les données |
| Saint-Hilaire-Peyroux         | 19211      | CA Tulle Agglo                          | 18,89            | 997 (2022)                        | 53                 | modifier les données · modifier les données |
| Saint-Mexant                  | 19227      | CA Tulle Agglo                          | 18,64            | 1 331 (2022)                      | 71                 | modifier les données · modifier les données |
| Canton de Naves               | 1911       |                                         | 258,51           | 11 515 (2022)                     | 45                 | modifier les données                        |

## Démographie
En 2022, le canton comptait 11 515 habitants, en évolution de +0,81 % par rapport à 2016 (Corrèze : −0,59 %, France hors Mayotte : +2,11 %).
| 2013   | 2018   | 2022   |
| ------ | ------ | ------ |
| 11 256 | 11 461 | 11 515 |

## Historique des élections

### Élection de 2015
| Candidats                | Partis      | Partis      | Premier tour | Premier tour | Second tour | Second tour |
| Candidats                | Partis      | Partis      | Voix         | %            | Voix        | %           |
| ------------------------ | ----------- | ----------- | ------------ | ------------ | ----------- | ----------- |
| Émilie Boucheteil        |             | DVG         | 2 188        | 39,62        | 3 067       | 53,39       |
| Jean-Claude Peyramard    |             | PS          | 2 188        | 39,62        | 3 067       | 53,39       |
| Magali Dubois            |             | UMP         | 2 361        | 42,76        | 2 677       | 46,61       |
| Christophe Jerretie      |             | DVD         | 2 361        | 42,76        | 2 677       | 46,61       |
| Bernard Jauvion          |             | FG          | 973          | 17,62        |             |             |
| Murriel Padovani-Lorioux |             | EÉLV        | 973          | 17,62        |             |             |
|                          |             |             |              |              |             |             |
| Inscrits                 | Inscrits    | Inscrits    | 9 292        | 100,00       | 9 288       | 100,00      |
| Abstentions              | Abstentions | Abstentions | 3 238        | 34,85        | 2 910       | 31,33       |
| Votants                  | Votants     | Votants     | 6 054        | 65,15        | 6 378       | 68,67       |
| Blancs                   | Blancs      | Blancs      | 305          | 5,04         | 361         | 5,66        |
| Nuls                     | Nuls        | Nuls        | 227          | 3,75         | 273         | 4,28        |
| Exprimés                 | Exprimés    | Exprimés    | 5 522        | 91,21        | 5 744       | 90,06       |

### Élection de 2021
| Candidats                | Partis                   | Partis                   | Premier tour | Premier tour |
| Candidats                | Partis                   | Partis                   | Voix         | %            |
| ------------------------ | ------------------------ | ------------------------ | ------------ | ------------ |
| Émilie Boucheteil        |                          | DVG                      | 2 446        | 59,07        |
| Jean-François Labbat     |                          | DVG                      | 2 446        | 59,07        |
| Sandra Bouthouyrie       |                          | LR                       | 1 228        | 29,65        |
| Alain Penot              |                          | LR                       | 1 228        | 29,65        |
| Martine Lobleau          |                          | RN                       | 467          | 11,28        |
| Maurice Regny            |                          | RN                       | 467          | 11,28        |
|                          |                          |                          |              |              |
| Suffrages exprimés       | Suffrages exprimés       | Suffrages exprimés       | 4 141        | 93,73        |
| Votes blancs             | Votes blancs             | Votes blancs             | 147          | 3,33         |
| Votes nuls               | Votes nuls               | Votes nuls               | 130          | 2,94         |
| Total                    | Total                    | Total                    | 4 418        | 100          |
| Abstention               | Abstention               | Abstention               | 4 815        | 52,15        |
| Inscrits / participation | Inscrits / participation | Inscrits / participation | 9 233        | 47,85        |